# لیگاز

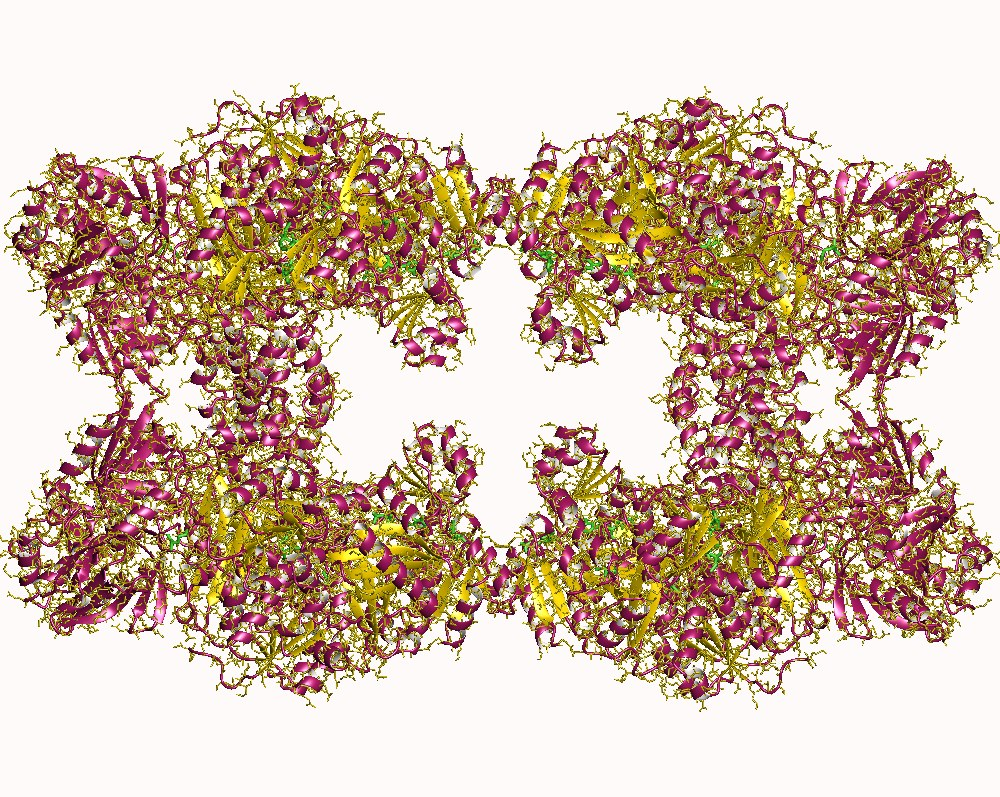
لیگازها

لیگازها آنزیم‌هایی هستند که با کاتالیز یک مولکول بزرگ اولیه و ترکیب قسمت‌هایی از آن با همه یا قسمت‌هایی از یک مولکول دیگر، مولکول‌هایی جدید می‌سازند.
Ab + C → A–C + b
یا 
Ab + cD → A–D + b + c 
لیگازها معمولاً انرژی‌بر هستند و ATP (آدنوزین تری فسفات) مصرف می‌کنند مانند آنزیم دی‌ان‌ای لیگاز.